# Scolosanthus reticulatus
Scolosanthus reticulatus är en måreväxtart som beskrevs av Attila L. Borhidi. Scolosanthus reticulatus ingår i släktet Scolosanthus och familjen måreväxter.
Artens utbredningsområde är Kuba. Inga underarter finns listade i Catalogue of Life.